# Río Elqui
Río Elqui ist ein Fluss im nördlichen Chile in der Región de Coquimbo.

## Verlauf
Der Río Elqui entsteht im Nordosten der Region Coquimbo durch den Zusammenfluss der Flüsse Río Claro und Río Turbio in der Nähe der Ortschaft Rivadavia und mündet bei der Großstadt La Serena in den Pazifischen Ozean. Der Fluss fließt durch ein Gebirgstal, das sich nach Vicuña zu einer Ebene weitet.

## Landwirtschaft
Er fließt mitten durch eine sehr trockene wüstenartige Landschaft. Nur seine Ufer sind fruchtbar und werden intensiv landwirtschaftlich genutzt, insbesondere zum Weinanbau. Das Valle del Elqui ist eines der größten chilenischen Weinanbaugebiete. Von hier kommt auch der berühmte Pisco, Grundlage des chilenischen Nationalgetränkes Pisco Sour. Neben dem Wein werden auch viele Obstsorten angebaut. Zur Bewässerung wird das Wasser des Flusses verwendet. 1999 wurde der Puclaro-Staudamm eröffnet, er soll die konstante Wasserversorgung der landwirtschaftlichen Gebiete sichern.

## Tourismus
Der obere Teil des Tales ab Vicuña ist ein beliebtes Touristenziel und wird als Valle del Elqui vermarktet. Insbesondere der Ort Pisco Elqui bietet eine Vielzahl an Übernachtungsmöglichkeiten. Der Puclarostaudamm ist ein beliebtes Ziel zum Windsurfen und Baden. Die größte Pampilla im Valle del Elqui findet jedes Jahr in San Isidro (einem Dorf nahe Vicuña) statt. Auch können mehrere Berggipfel bestiegen werden. Ein beliebtes Trekkingziel ist die Laguna El Cepo.
Aufgrund der ganzjährig trockenen Luft und des häufig klaren Himmels wurden in diesem Gebiet mehrere Sternwarten errichtet, die auch für Laien Besuchsprogramme und Führungen anbieten. Auch bei Astrofotografen ist die Gegend beliebt.